# Наружная подвздошная артерия
Наружная подвздошная артерия (лат. a. iliaca externa) — парная артерия, ответвляющаяся от общей подвздошной артерии спереди от крестцово-подвздошного сустава. 

## Кровоснабжение
Наружная подвздошная артерия кровоснабжает мышцы и кожу передней брюшной стенки, у мужчин — мышцу, поднимающую яичко (лат. m. cremaster), у женщин – круглую связку матки (лат. lig. teres uteri).

## Топография
Наружные подвздошные артерии проходят вперёд и вниз по медиальной границе большой поясничной мышцы. Выходят из тазового пояса позади и ниже паховой связки. Это происходит примерно в одной трети латеральнее точки прикрепления паховой связки к лобковому бугорку. После прохождения под паховой связкой наружные подвздошные артерии переходят в бедренные артерии (лат. a. femoralis).

## Ветви
Наружная подвздошная артерия даёт две большие ветви — нижнюю надчревную артерию (лат. a.epigastrica inferior) и глубокую артерию, огибающую подвздошную кость (лат. a. circumflexa ilium profunda). Эти сосуды снабжают кровью мышцы и кожу нижней части брюшной стенки.
| Ветвь                                         | Описание |
| --------------------------------------------- | --- |
| Нижняя надчревная артерия                     | Идет вверх до анастомоза с верхней надчревной артерией (ветвью внутренней грудной артерии).                                   |
| Глубокая артерия, огибающая подвздошную кость | Идет латерально, перемещаясь по подвздошному гребню тазовой кости.                                                            |
| Бедренная артерия                             | Конечная ветвь. Когда наружная подвздошная артерия проходит позади паховой связки, её название меняется на бедренную артерию. |

## Клиническое значение
При трансплантации почки почечную артерию трансплантата обычно анастомозируют с наружной подвздошной артерией по типу «конец в бок».